# Xã Gilmanton, Quận Benton, Minnesota
Xã Gilmanton (tiếng Anh: Gilmanton Township) là một xã thuộc quận Benton, tiểu bang Minnesota, Hoa Kỳ. Năm 2010, dân số của xã này là 841 người.